# 泡沫般的週六夜! / The Vision / 稱為東京的一角
《泡沫般的週六夜! / The Vision / 稱為東京的一角》（泡沫サタデーナイト! / The Vision / Tokyoという片隅）是日本的女子偶像組合早安少女組。'16的第61张单曲。2016年5月11日由zetima发售。

## 概要
- 「泡沫般的週六夜! / The Vision / 稱為東京的一角」是早安少女組。'16第六張3A單曲，亦是九期成員鈴木香音的畢業單曲。
- A面曲《The Vision》採用《Oh my wish!》的編製，成員們分為兩個隊伍，譜久村聖、生田衣梨奈、石田亞佑美擔任伴舞；鈴木香音、飯窪春菜、佐藤優樹、工藤遙、小田櫻、尾形春水、野中美希、牧野真莉愛、羽賀朱音擔任主唱。
- 此單曲有6個版本，分別有「初回生產限定盤A - C」和「通常盤A - C」。「初回生産限定盤A」收錄了「泡沫般的週六夜!」的PV；「初回生産限定盤B」收錄了「The Vision」的PV；「初回生產限定盤C」收錄了「稱為東京的一角」的PV。
- 在5月23日於Oricon公信榜单曲週榜取得第2名。
- 此外，單曲是早安少女組。繼第60張單曲《凜冽寒風與單相思 / ENDLESS SKY / One and Only》後，第25張首週銷量超過10萬張的單曲，亦是第32張銷量10萬以上的單曲（11.3+萬張）。

## 收錄内容

### CD
1. 泡沫般的週六夜!
（作詞、作曲：津野米咲、編曲：鈴木俊介）
2. The Vision
（作詞、作曲：淳君、編曲：大久保薫）
3. 稱為東京的一角
（作詞、作曲：淳君、編曲：大久保薫）
4. 泡沫般的週六夜! (Instrumental)
5. The Vision (Instrumental)
6. 稱為東京的一角 (Instrumental)

### DVD（初回生產限定盤A）
1. 泡沫般的週六夜!（Music Video）

### DVD（初回生產限定盤B）
1. The Vision（Music Video）

### DVD（初回生產限定盤C）
1. 稱為東京的一角（Music Video）

## 外部連結
- 早安少女組。'16官方網站 （页面存档备份，存于）（日語）
- YouTube上的《泡沫般的週六夜!》PV
- YouTube上的《The Vision》PV
- YouTube上的《稱為東京的一角》PV